# Eutanasia di un amore (film)
Eutanasia di un amore è un film drammatico del 1978 diretto da Enrico Maria Salerno, tratto dall'omonimo romanzo di Giorgio Saviane.

## Trama
Paolo, professore universitario, cerca di riallacciare il legame con Sena, sua ex allieva che lo ha lasciato senza spiegazioni. Per questo la raggiunge a Parigi, dove si è trasferita grazie ad una borsa di studio, e la trova in compagnia di un altro uomo.
Sena torna a Firenze dove gli rivela il motivo dell'abbandono: ha dovuto abortire. Adesso, però, vorrebbe un figlio, e lo vorrebbe da Paolo, ma lui non vuole assolutamente diventare padre e per questo si separano, questa volta definitivamente.